# 八十八夜 (小説)
『八十八夜』（はちじゅうはちや）は、太宰治の短編小説。

## 概要
| 初出     | 『新潮』1939年8月号                     |
| 単行本   | 『皮膚と心』（竹村書房、1940年4月20日） |
| 執筆時期 | 1939年5月上旬～6月23、24日（推定）      |
| 原稿用紙 | 35枚                                    |

## あらすじ
若い時は、「反逆的」で「ハイカラ」な作家として注目された笠井さんは、作家としてすっかり俗化してしまい、すべてのことから逃げるように、懇意の女将がいる長野県上諏訪に行くことになるが、若者のアンドレア・デル・サルトの話についていけなかったり、若者の間違いをいちいち心の中で指摘したりと、すっかり俗化している自分に嘆く。
そして上諏訪について、女将と再会してとても楽しい時間を過ごすものの、翌朝に他の女将と、はずみで情事にふけっているときに、偶然その女将が入ってきてしまい、笠井さんは身も心も「糞リアリズム」になって東京に帰って行った。